# ANCYPEL
ANCYPEL es la Asociación Nacional de Centros y Proveedores de e-Learning, la patronal española del sector del e-learning o enseñanza en línea. Fue el resultado de la fusión en 2022 de  ANCED, Asociación Nacional de Centros de e-Learning y Distancia,  con APeL, Asociación de Proveedores de e-Learning.

## Historia
ANCED fue creada como asociación sin ánimo de lucro en 1977 y constituida al amparo de la Ley 19/1977. Entre sus objetivos estaba la representación, gestión y defensa del sector, el fomento de la enseñanza a distancia y la teleformación.  Además de proporcionar información sobre los distintos aspectos de esta modalidad de enseñanza, ANCED asesoraba a los centros miembros sobre metodología, estructura pedagógica, tutorías y nuevas tecnologías. Otro de sus ámbitos de actuación era el de la evaluación realizando servicios de control y seguimiento de proyectos y programas educativos en el ámbito digital y a distancia.
En 1986 desarrolló su primer acuerdo con la administración pública, mediante la firma con el Instituto Nacional de Empleo (INEM) para la formación teórica, renovándose en 1998 con el Ministerio de Trabajo y Asuntos Sociales. Entonces se amplió la formación a colectivos desfavorecidos con la idea de posibilitar la movilidad geográfica de trabajadores, mediante la formación abierta y a distancia y mediante la gestión formativa empresarial. Desde entonces la asociación ha firmado diversos acuerdos con entidades públicas y privadas para el desarrollo de sus objetivos, destacando su progresiva internacionalización. El impulso asociativo se intensificó durante el confinamiento y la pandemia Covid-19, con la irrupción de diversas modalidades de enseñanza que combinan la presencialidad con la interconexión mediante video conferencia. Este impulso forzoso hacia el e-learning ha permitido la expansión hacia sectores educativos como la formación profesional, siendo fundamental en la formación continua y en la enseñanza no reglada.En mayo de 2024 se celebró el Congreso de Formación y E-Learning en Murcia, con la participación de diversos expertos y la necesidad de acercar la formación profesional y continua a las empresas. En el Congreso Nacional de la asociación, celebrado en Granada en 2025, se abordó el papel de la inteligencia artificial en la formación, con la presencia de los directores de las áreas de educación de Google, Microsoft y HP.
ANCYPEL pertenece al International Council for distance Education (ICDE), la European Association Distance Learning ( EADL), la Asociación de Usuarios Españoles de Satélites para la Educación (EEOS), la Fundación para la Calidad e Innovación de la Formación y el Empleo, de la que es miembro fundador, y a la Confederación Española de Organizaciones Empresariales (CEOE). 

### Fusión
Tras la fusión en junio de 2022 se creó una nueva junta directiva, presidida por el entonces presidente de ANCED, Arturo de las Heras, con cuatro vicepresidentes, un tesorero, doce vocales y un secretario general. En 2023, tras la celebración de la Asamblea Anual, se modificó la  junta directiva, ratificándose el presidente de las Heras otros cuatro años, y como vicepresidentes: Pilar Tallón (PDCT – Eine Formación); José Antonio Buzón (Vértice Formación y Empleo); Javier Lozano (Nanfor Ibérica); y Jesús Pérez (Adams Formación).
La nueva asociación agrupa a 130 entidades relacionadas con la formación: universidades y centros que imparten formación en línea o a distancia, proveedores de contenido multimedia, plataforma de teleformación, empresas tecnológicas y editoriales.

### Presidentes
| APEL                 | ANCYPEL                    | Presidentes de Honor  |
| -------------------- | -------------------------- | --------------------- |
| Juan José Pérez      | Juan Martí Saavedra        | Diego de Herrera      |
| Mariano Baratech     | Diego de Herrera Giménez   | Jose Mª Bosch Bordes  |
| Javier Lozano Moreno | Jose Mª Bosch Bordes       | Jorge Azcárate Morera |
| José Ignacio Ustarán | Jorge Azcárate Morera      | Pedro J. Gómez        |
| Lluis Pastor         | Arturo de Las Heras García |                       |
| Pedro J. Gómez       |                            |                       |

## Servicios
La asociación ha puesto en marcha junto a AENOR el  Sello de Calidad ANCYPEL, como medio para garantizar un estándar de calidad mínimo de los contenidos utilizados en la impartición de formación online.

## Reconocimientos
- Premio Arco Europa a la Calidad y la Tecnología (Frankfurt, 5/3/2001)
- Premio Radio Turismo 1998-1999.
- Institución Empresarial Ejemplar en Materia Sociolaboral y Formativa 1999 (Laboral 2000, Asociación Asturiana de Asesores Laborales y Expertos en Derecho Laboral)
- Calidad y Excelencia Profesional y Empresarial 2008 (Consejo General de Colegios Oficiales de Graduados Sociales)
- Empresa Ejemplar en Materia de Formación 2009 (Asociación Nacional Graduados Sociales Hidalgo Schumann)